# Unser Haus in Kamerun
Unser Haus in Kamerun ist ein deutscher Spielfilm von Alfred Vohrer aus dem Jahre 1961. Die Hauptrollen sind neben Johanna von Koczian und Götz George mit Hans Söhnker, Horst Frank und Berta Drews besetzt.

## Handlung
Die deutsche Familie Ambrock lebt seit zwei Generationen auf ihrer großen Farm in Kamerun. Oberhaupt der Familie ist Willem Ambrock. Zur engeren Familie gehören die Söhne Georg und Rolf, die einen Rollstuhl nutzende Tochter Christine sowie Schwägerin Edith, die sich neben ihrer Tätigkeit als Ärztin auch um den Haushalt und die Kinder des verwitweten Patriarchen kümmert. Ambrock ist darum bemüht, seinen Kindern trotz der Wildnis, in der sie leben, eine gute Ausbildung zu ermöglichen. Das ist einer der Gründe, warum er seinen Sohn Georg nach Hamburg schickt, wo ihn Ambrocks Freund Konsul Steensand unter seine Fittiche nimmt. In Hamburg entsteht eine enge Freundschaft zwischen Georg und Klaas Steensand, dem Sohn von Konsul Steensand. Klaas ist jedoch eine zwielichtige Persönlichkeit.
Zum offenen Konflikt zwischen Georg und Klaas kommt es, als sich Georg in Doris Kröger verliebt. Doris ist die Freundin von Klaas Steensand. Nach einem Flugzeugabsturz, der Georgs Bruder Rolf das Leben kostet, bricht Georg seine Zelte in Hamburg vorzeitig ab und bittet Doris, ihn zu seiner Familie nach Afrika zu begleiten, wo Doris herzlich aufgenommen wird. Nach einiger Zeit folgt Klaas dem Liebespaar und kann Georgs Familie davon überzeugen, dass Doris ein falsches Spiel mit Georg treibe. Erstens sei sie seine Freundin und zweitens habe sie ein uneheliches Kind aus einer anderen Beziehung. Familie Ambrock glaubt Klaas Darstellung und ist schockiert. Sie will daraufhin nichts mehr mit Doris Kröger zu tun haben. Doch Georgs Liebe zu Doris ist so stark, dass sie der Intrige standhält. Letztendlich kann Georg auch seinen in Traditionen verhafteten Vater davon überzeugen, dass die Liebe zwischen ihm und Doris von beiden Seiten aus aufrichtig ist.

## Produktion, Veröffentlichung
Der Film ist eine Produktion der Rialto Film. Die Dreharbeiten fanden von Ende September bis Anfang November 1961 in Hamburg und Tanganjika (heute Tansania) statt. Als Atelier diente das Real-Film-Studio in Hamburg-Wandsbek. Für die Einkleidung von Johanna von Koczian war Charlotte Flemming zuständig, beratend stand ihr Anneliese Ludwig zur Seite. Die Filmbauten lagen in den Händen von Mathias Matthies und Ellen Schmidt.
Der Film erlebte seine Uraufführung  am 21. Dezember 1961 im Palast-Theater in Hannover, nachdem er am 14. Dezember 1961 in einer FSK-Prüfung unter der Nummer 26856 ab 16 Jahren freigegeben worden war mit dem Zusatz „feiertagsfrei“. Das Filmplakat warb seinerzeit mit der Überschrift: „Der große deutsche Familienfilm von internationalem Format.“
Unser Haus in Kamerun wurde am 28. März 2014 von der Pidax Film Media Ltd. (Alive AG) im Rahmen ihrer Reihe „Pidax-Film-Klassiker“ auf DVD herausgegeben.

## Kritiken
„Eine Handlung, die trotz herkömmlicher Idee und Kolonialreminiszenzen unsentimental und bürgerlich, ihren Interpreten Möglichkeiten bietet und durch Außenaufnahmen Atmosphäre erhält.“

„[…] ein guter, interessanter Unterhaltungsfilm, wie man ihn schon passé glaubte. Getragen von prächtigen Schauspielern. Der intensive, bullige, zarte Götz George, den man einfach gern haben muß; die rollengemäß etwas unterkühlte Johanna von Koczian; Berta Drews, Hans Söhnker, Horst Frank. Saubere Regie von Alfred Vohrer.“

„Mit Mitteln der Pseudo-Dramatik publikumsgefällig erzählte Geschichte, die in einem Kino-Afrika spielt, in dem alle Schwarzen lieb und alle Weißen voller Edelmut mit Hang zur Krankenhausstiftung sind. Insgesamt eine nur schwer zu ertragende Mischung aus patriotischem Glanz und falschem Gefühl.“

Bei Deutsches Filmhaus.de heißt es: „Unser Haus in Kamerun bietet ein Großaufgebot von allem, was in den 1960ern Rang und Namen vor und hinter der Kamera hatte. So versammeln sich Götz George, Horst Frank, Johanna von Koczian, Henry Vahl, Joseph Offenbach, Walter Rilla, Uwe Friedrichsen und Götz Georges Mutter Berta Drews in einem vorzüglichen Melodram, das in wunderbaren Bildern, die von Kultkomponist Martin Böttcher untermalt wurden, eine spannende wie ebenso dramatische Geschichte erzählt. Die atemberaubende Kulisse, die exzellente Besetzung mit Publikumslieblingen und vor allem die feinfühlige Regie Alfred Vohrers machen diesen Film aus der Werkstatt von Produzent Horst Wendlandt zu einem einmaligen Kinoerlebnis!“
Kino-zeit moniert einerseits das Afrikabild, das Alfred Vohrer in Unser Haus in Kamerun vermittle, das „reine Fantasie“ sei, betont aber andererseits, dass Vohrer die melodramatischen Verwicklungen „zielsicher“ aufbaue, „um sie bis zum Finale zumindest formal zuzuspitzen“. Jedoch fehle dem Film „die nötige Würze, um über das Stadium eines soliden Unterhaltungsfilms hinauszukommen. Denn es mach[e] sich irgendwann bemerkbar, dass alle Figuren in einer unscharfen Fantasiewelt agieren.“ Fazit: „In Verbindung mit den ausgezeichneten Darstellern, allen voran Horst Frank als zwiespältigem Söhnchen aus gutem Hause und Johanna von Koczian zwischen Durchtriebenheit und Wärme, hat Unser Haus in Kamerun seinen Reiz.“

## Auszeichnung
Götz George wurde 1962 für seine Leistung in diesem Film sowie in Mörderspiel und Der Teufel spielte Balalaika in der Kategorie „Bester Nachwuchsschauspieler“ mit einem Bambi ausgezeichnet.